# Show Champion
《Show Champion》（韓語：쇼 챔피언）是韓國MBC M頻道的一檔音樂電視節目，於每週公佈其音樂榜單排名及傳達歌謠界熱門話題。節目於2012年2月14日開播，一期以錄製形式進行，於每週一在首爾廣津區AX-KOREA進行錄影，自2013年1月30日二期開始，形式由預錄轉變為直播，放送時間改為韓國時間每週三下午七時，自2018年10月17日起放送時間改為韓國時間每週三下午六時，在2021年6月23日起放送時間改為韓國時間每週三下午五時，2022年1月19日改回韓國時間每週三下午六時播出。

## 相關節目
- SBS funE《THE SHOW》
- Mnet《M Countdown》
- KBS 2TV《Music Bank》
- MBC《Show! 音樂中心》
- SBS《人氣歌謠》

## 外部連結
- Show Champion官方網站（页面存档备份，存于）
- Show Champion的Facebook專頁
- Show Champion的X（前Twitter）
- YouTube上的MBC Music頻道